# هاله (سكسونيا-أنهالت)

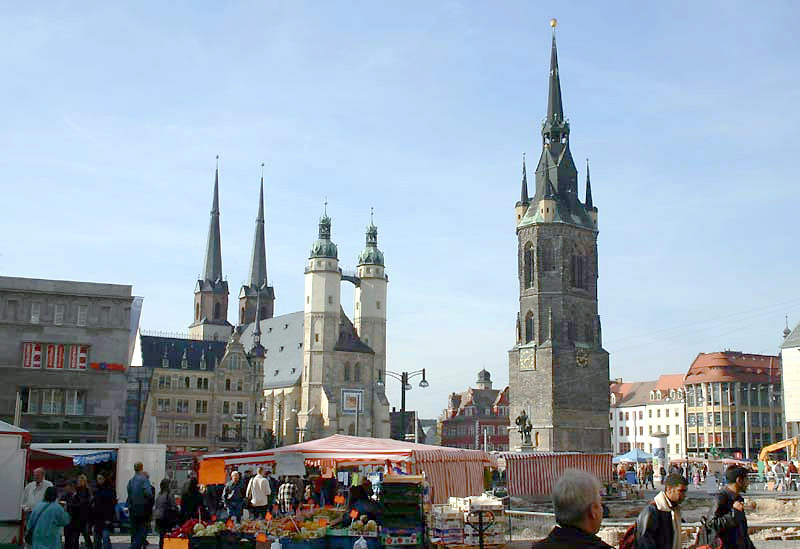
سوق المدينة مع البرج الأحمر

هاله (بالألمانية: Halle أو Halle an der Saale "هاله على نهر الزاله) أكبر مدن ولاية زاكسن-أنهالت الألمانية وتسمى باسم "هاله على نهر زاله" لتمييزها عن المدينة الواقعة في ولاية شمال الراين - وستفاليا التي تحمل نفس الاسم. عدد سكانها 234,295 نسمة (عام 2007)
تقع جنوبي الولاية (في شرق ألمانيا) على نهر زاله، يعتقد أن اسم المدينة جاء من «الملح» بالألمانية التي كانت مركز لصناعته وتجميعه من العصر البرونزي. وكان مذكورة لأول مرة عام 806م. 
المدينة تشتهر بجامعة مارتن لوثر إحدى أقدم الجامعات في ألمانيا وهي متميزة بالتخصصات الطبية.

## جغرافيا
تقع هاله في الجزء الجنوبي من زاكسن-أنهالت على نهر زاله الذي يتجمع من السهول المحيطة والجزء الأكبر من الولاية الجنوبية المجاورة تورينغن، وحوض تورينغن الذي يقع شمالاً من غابة تورينغن. تبلغ المسافة بين هاله ولايبزيغ 35 كيلومتر (22 ميل) فقط.

## علوم
أسست جامعة هاله في المدينة عام 1694. وهي الآن مدمجة مع جامعة فيتنبرج وتدعى جامعة مارتن لوثر في هاله وفيتنبرج. أُسِّسَت كلية الطب في الجامعة بواسطة فريدرش هوفمان. ويرجع تاريخ حديقة النباتات فيها إلى عام 1698.

هاله هي أيضا مقر الأكاديمية الألمانية للعلوم - ليوبولدينا، وهي أقدم الجمعيات العلمية الألمانية وتعد من أكثرها احتراماً في المجتمع العلمي، ولها دور استشاري مميز لدى الحكومة الاتحادية الألمانية برز في موضوع التغيرات المناخية وجائحة فيروس كورونا 2019–2020 وغيرها.

## توأمة
لهاله (سكسونيا-أنهالت) اتفاقيات توأمة مع كل من:
- لينتس (1975 -)
- غرونوبل (1976 -)
- أولو (أكتوبر 1972 -)
- كارلسروه (سبتمبر 1987 -)[10]
- أوفا (1997 -)
- جياشينغ (مايو 2009 -)
- سافانا
- هيلدسهايم (21 أبريل 1990 -)
- قلمرية (1975 -)
- صفاقس (2014 -)

## معرض صور

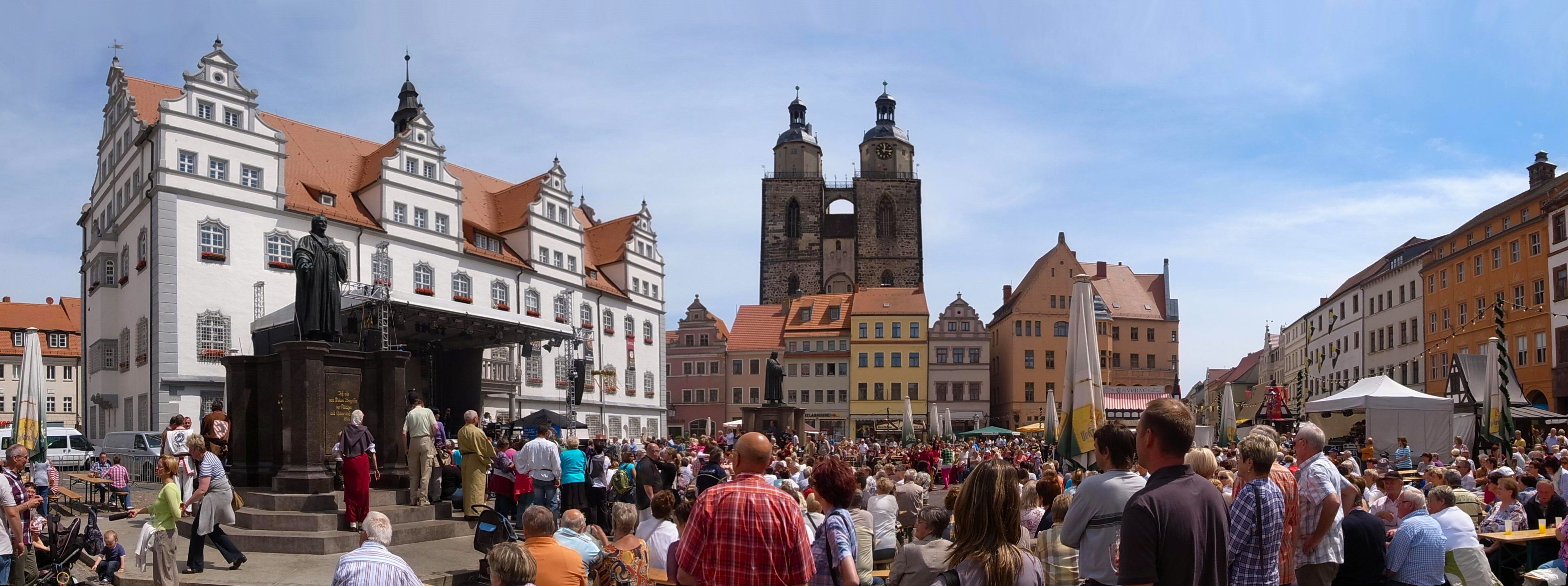
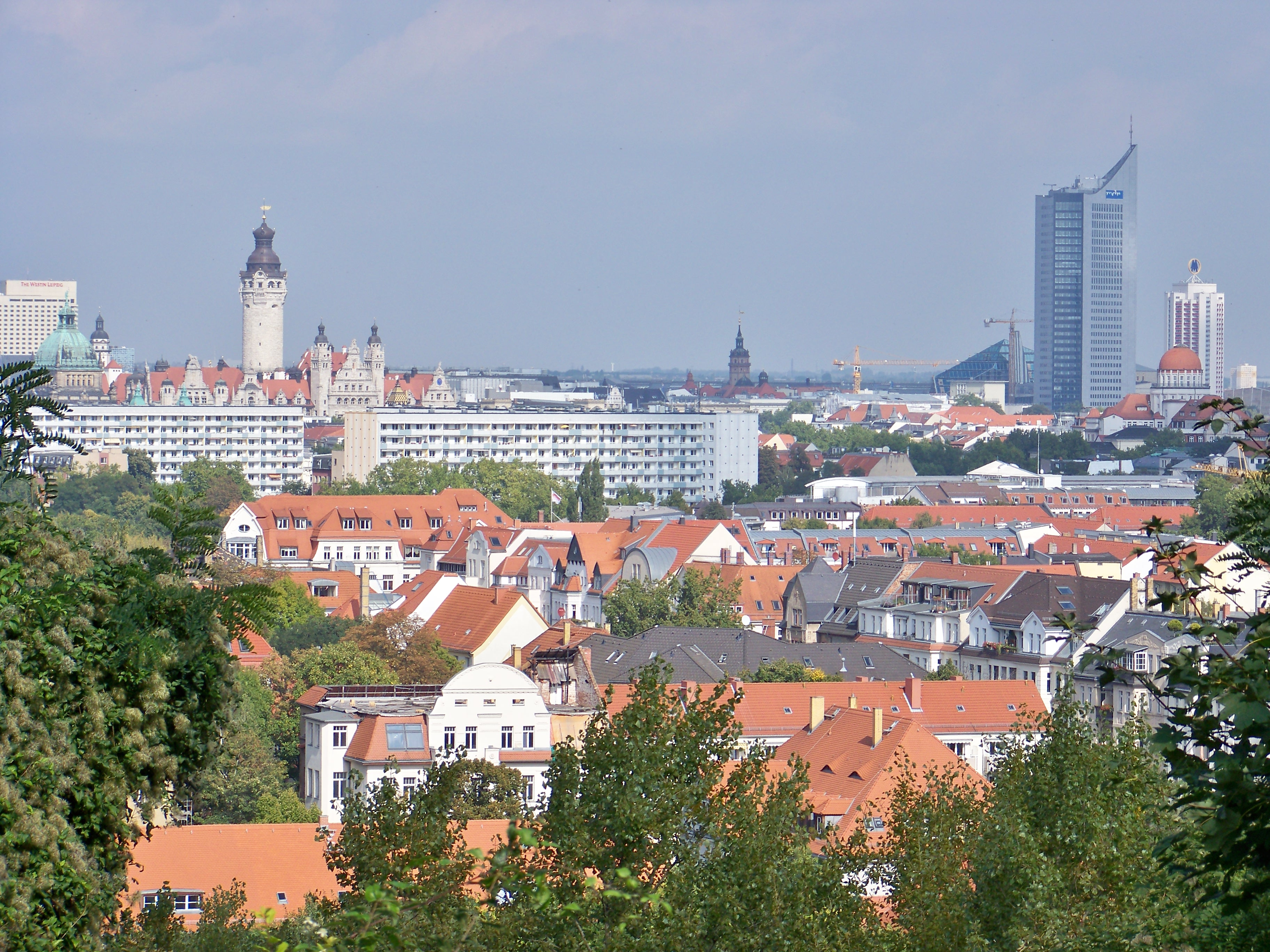
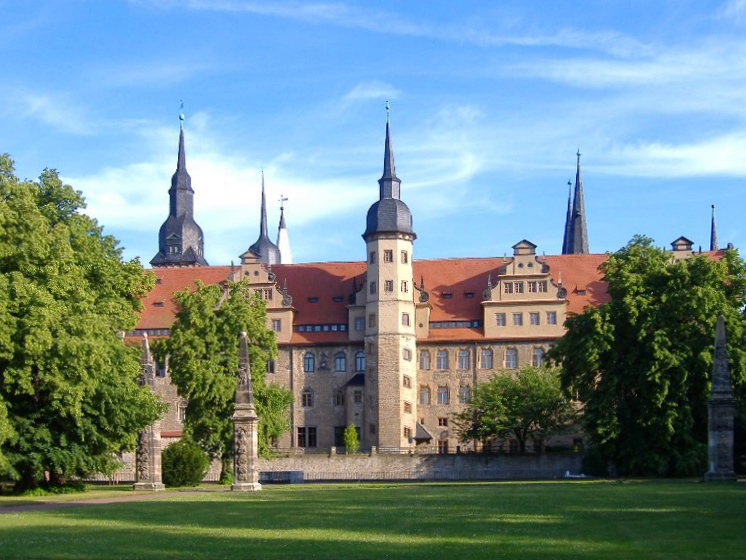

## أعلام
- باول بيدرمان
- يوهان هاينريش شولز
- جورج فريدريك هاندل
- بيتر كروكنبيرغ
- يوهان زيغسمونت
- كرستيان فولف
- راينهارد هايدريش
- هيرمان إبنجهاوس
- فريدريش ارنست دورن
- يوهان خواكيم لانج
- كورت سبرنغل
- يوليوس كوهن
- أندرياس ليبافيوس

## وصلات خارجية
- الموقع الرسمي للمدينة (بالألمانية والإنجليزية)